# Evropská unie neslyšících
Evropská unie neslyšících (EUD – European Union of the Deaf ) je evropská nevládní organizace pro neslyšící, jejíž členy je 30 organizací z celé Evropy (údaj je z listopadu 2019).

## Historie
Ve dnech 6. a 7. března 1985 v Londýně na schůzi pořádané Britskou asociací neslyšících, a za účasti představitelů Světové federace neslyšících a Evropského hospodářského společenství, vznikl European Community Regional Secretariat (ECRS). Setkání se účastnili zástupci deseti států.
10. října 1994 zástupci evropských sdružení neslyšících odhlasovali změnu názvu: ECRS bylo přejmenováno na Evropskou unii neslyšících (EUD).
Dne 19. listopadu 2010 uspořádala Evropská unie neslyšících první konferenci o právních předpisech o znakovém jazyku. Konference se konala v Evropském parlamentu a byla přednášena v mezinárodní znakovém systému i v mluvené angličtině. Řešila se řada témat, která souvisela s právními předpisy o znakovém jazyce v Evropské unii. Také se zabývali otázkou, v jaké míře je zapotřebí právních předpisů pro tlumočníky znakového jazyka. Na závěr byla účastníkům představena kniha Právní předpisy o znakovém jazyku v Evropské unii, která vznikla právě díky Evropské unii neslyšících. Celá konference byla ukončena podpisem Bruselské deklarace o znakových jazycích v Evropské unii.
V současné době má Evropská unie neslyšících 30 řádných členů a 3 členy přidružené. Její sídlo je v Bruselu v Belgii .

### Seznam prezidentů
- 1985–1989:  John Young
- 1989–1990: Jean-François Labes
- 1990–2005:  Knud Søndergaard
- 2005–2007:  Helga Stevensová
- 2007–2013:  Berglind Stefánsdóttir
- 2013–nyní :  Dr Markku Jokinen

### Seznam výkonných ředitelů
- 1985–2000:  Johan Wesemann
- 2000–2005:  Helga Stevensová
- 2005:  Craig Crowley
- 2006: Mairead O´Leary
- 2007– nyní:  Mark Wheatley

## Současné složení týmu EUD

### Rada
- Prezident:  Dr. Markku Jokinen
- Viceprezident: Dr. Gergely Tapolczai
- Členové představenstva:
  - Louise Lolo Danielsson
  -  Sofia Isari
  -  Daniel Büter

### Vedení
- Výkonný ředitel:  Mark Wheatley
- Styk s veřejností:  David Hay
- Policy Officer: Martyna Balčiūnaitė
- Assistant Policy Officer: Frankie Picron

## Seznam členů
Tento seznam je řazen podle roku registrace sdružení.
| Pořadí | Rok registrace | Stát               | Název organizace                                                                               | Zkratka |
| ------ | -------------- | ------------------ | ---------------------------------------------------------------------------------------------- | ------- |
| 1      | 1985           | Itálie             | Ente Nazionale Sordi – Onlus                                                                   | ENS     |
| 2      | 1985           | Francie            | Fédération nationale des sourds de France                                                      | FNFS    |
| 3      | 1985           | Spojené království | British Deaf Association                                                                       | BDA     |
| 4      | 1985           | Německo            | Deutscher Gehörlosen-Bund                                                                      | DGB     |
| 5      | 1985           | Dánsko             | Danske Døves Landsforbund                                                                      | DDL     |
| 6      | 1985           | Řecko              | Ομοσπονδία Κωφών Ελλάδος (Hellenic Federation of the Deaf)                                     | HDF     |
| 7      | 1985           | Nizozemsko         | Dovenschap Nieuwe Stijl                                                                        | –       |
| 8      | 1985           | Španělsko          | Confederación Estatal de Personas Sordas                                                       | CNSE    |
| 9      | 1985           | Irsko              | Irish Deaf Society                                                                             | IDS     |
| 10     | 1985           | Belgie             | Fédération Francophone des Sourds de Belgique (Valonsko)Doof Vlaanderen (Vlámsko)              | FFSB    |
| 11     | 1995           | Rakousko           | Österreichischer Gehörlosenbund                                                                | ÖGLB    |
| 12     | 1995           | Švédsko            | Sveriges Dövas Riksförbund                                                                     | SDR     |
| 13     | 1995           | Finsko             | Kuurojen Liittoo ry (or) Finlands Dövas Förbund rf Archivováno 18. 3. 2015 na Wayback Machine. | FAD     |
| 14     | 1999           | Lucembursko        | Vereinigung der Gehörlosen und Schwerhörigen Luxemburg a.s.b.l.                                | VGSL    |
| 15     | 2000           | Portugalsko        | Federação Portuguesa das Associações de Surdos                                                 | FPAS    |
| 16     | 2004           | Maďarsko           | Siketek és Nagyothallók Országos Szövetsége                                                    | SINOSZ  |
| 17     | 2004           | Lotyšsko           | Latvijas Nedzirdīgo savienība                                                                  | LNS     |
| 18     | 2004           | Litva              | Lietuvos kurčiųjų draugija                                                                     | LKD     |
| 19     | 2004           | Norsko             | Norges Døveforbund                                                                             | NDF     |
| 20     | 2004           | Slovinsko          | Zveza društev gluhih in naglušnih Slovenije                                                    | –       |
| 21     | 2004           | Polsko             | Polski Związek Głuchych                                                                        | PZG     |
| 22     | 2005           | Kypr               | Ομοσπονδία Κωφών Κύπρου Cyprus Deaf Federation                                                 | –       |
| 23     | 2005           | Česko              | Svaz Neslyšících a Nedoslýchavých v Čr                                                         | UDHH    |
| 24     | 2005           | Island             | Felag heyrnarlausra                                                                            | –       |
| 25     | 2005           | Malta              | Għaqda Persuni Neqsin mis-Smigħ                                                                | –       |
| 26     | 2005           | Slovensko          | Asociáca nepočujúcich Slovenska                                                                | ANEPS   |
| 27     | 2006           | Švýcarsko          | Schweizerischer Gehörlosenbund / Fedération Suisse des Sourds / Federazione Svizzera dei Sordi | SGB-FSS |
| 28     | 2007           | Rumunsko           | Asociatia Nationala a Surzilor din România                                                     | ANDR    |
| 29     | 2007           | Bulharsko          | СЪЮЗ НА ГЛУХИТЕ В БЪЛГАРИЯ                                                                     | SGB     |
| 30     | 2007           | Estonsko           | Eesti Kurtide Liit                                                                             | –       |
| 31     | 2015           | Chorvatsko         | Hrvatski savez gluhih i nagluhih                                                               |         |

### Přidružení členové
| Číslo | Země      | Název sdružení                                    | Označení |
| ----- | --------- | ------------------------------------------------- | -------- |
| 1     | Makedonie | Nacionalen Sojuz na gluvi i nagluvi na Makedonija | ?        |
| 2     | Izrael    | אגודת החרשים בישראל                               | ?        |
| 3     | Srbsko    | Savez Gluvih Srbije i regiona                     | SGSR     |